# Chamil Lakhialov
Chamil Gadjialiévitch Lakhialov (en russe : Шамиль Гаджиалиевич Лахиялов), né le 28 octobre 1979,  est un ancien footballeur russe ayant évolué au poste d'attaquant. Il est le fondateur et actuel président du Legion-Dinamo Makhatchkala.